# Hexatriin
Hexatriin ist ein Alkin, ein Polyin, mit drei Dreifachbindungen.

## Vorkommen

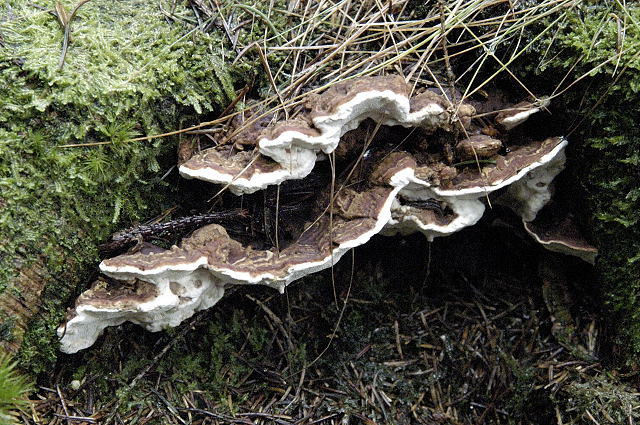
Der Pilz Fomes annosus bildet flüchtiges Hexatriin

Hexatriin wird von dem Pilz Fomes annosus gebildet.
Hexatriin wurde im protoplanetaren Nebel CRL 618 nachgewiesen. Es wird auch vermutet, dass Hexatriin eine wichtige Rolle in der Atmosphärenchemie des Saturnmondes Titan spielt.
Es tritt außerdem in Nanopartikeln in Verbrennerabgasen auf.

## Darstellung
Ein Gemisch von Hexatriin mit längeren Polyinen kann durch Bestrahlung von Graphit mit einem Laser (Yttrium-Aluminium-Granat dotiert mit Neodym, 532 nm) unter einer Propan/Argon-Atmosphäre gewonnen werden. Das Produkt kann dabei in einem Lösungsmittel aufgefangen werden. Mehrere andere Methoden, die auf der Bestrahlung von Graphit mit Lasern basieren, wurden ebenfalls beschrieben.
Polyine können auch durch Erzeugung eines Lichtbogens zwischen Graphit- oder Titanelektroden in Hexan erzeugt werden. Hierbei entsteht allerdings als Hauptprodukt Octatetrain und nur etwa 20 % Hexatriin.

## Eigenschaften
Hexatriin ist bei Raumtemperatur sehr instabil und kann sich explosiv zersetzen. Es muss daher stark gekühlt, in starker Verdünnung oder in einem inerten Lösungsmittel (z. B: Diethylether oder Pentan) aufbewahrt werden. Es polymerisiert langsam bei −20 °C, aber schnell bei Raumtemperatur an der Luft zu einem reibungsempfindlichen, explosiven Feststoff, wahrscheinlich ein Peroxid. Obwohl es unter Vakuum bei −5 °C für eine begrenzte Zeit stabil ist, führte die Exposition bei 0 °C an Luft bald darauf zu heftigen Explosionen. Es ist instabil unter Licht bei Temperaturen über −196 °C.
In Studien konnte Hexatriin die Keimung von Kressesamen inhibieren und wirkte fungizid gegen Aspergillus niger und andere Pilze.